# Lisette de Brinon
Pour les articles homonymes, voir Brinon.
Lisette de Brinon, née Jeanne Rachel Louise Franck le 23 avril 1896 dans le 7e arrondissement de Paris et morte le 26 mars 1982 à Montmorency, est une personnalité mondaine française, surtout connue pour son mariage en secondes noces avec Fernand de Brinon, « ambassadeur de France à Paris » pendant la collaboration avec l’occupant nazi et laudateur du régime nazi.

## Biographie
Lisette Franck est née dans une famille de la grande bourgeoisie juive belge originaire d'Alsace installée à Paris. Elle est l’arrière petite-fille d'Arnaud Aron grand rabbin de Strasbourg, et la fille de Joseph René Franck, chef de bataillon en retraite, officier de la Légion d'honneur, et dirigeant fondateur d'une compagnie de courtage de sucre. Henri, son frère aîné, que Lisette admirait, normalien, poète patriotique proche de Maurice Barrès, qui eu  une liaison avec Anna de Noailles, est mort de la tuberculose le 12 février 1912 à l'âge de 23 ans. Emmanuel Berl, qui rédigea les premiers discours du maréchal Pétain, notamment le célèbre : « Je hais les mensonges qui vous ont fait tant de mal », est son cousin germain.
Depuis sa jeunesse, elle fréquente les milieux de la politique et de la culture. Elle se marie le 19 janvier 1916 avec Claude André Ullmann, attaché de banque, né à Paris d'une famille juive de Francfort. De cette union sont issus deux fils : Pierre-Jérôme (1920-1997) et Bernard (1922-2008), journaliste à l'Agence France-Presse et à L'Express. Après la Première Guerre mondiale, elle mène une vie mondaine active, entourée d'artistes et de personnalités de gauche, comme Léon Blum, et de droite, comme Drieu la Rochelle, qui s'impliquera dans la collaboration avec l'occupant.
En 1932, elle fait la connaissance à Genève du journaliste Fernand de Brinon, qui en 1933 se fera remarquer par son interview exclusive et retentissante d'Adolf Hitler. Poussée par la passion, elle divorce le 22 novembre 1933. Convertie au catholicisme, elle obtient du Vatican, pour pouvoir se marier à l'église, l’annulation de son premier mariage. Le 15 novembre 1934, elle épouse à Neuilly-sur-Seine Fernand de Brinon, ce qui la préservera plus tard des mesures raciales du gouvernement de Vichy.
Installés dans un grand appartement 24, quai de Béthune appartenant à Helena Rubinstein, les relations du couple sont les hommes politiques, les diplomates, les banquiers, les journalistes et les intellectuels, dont certains sont séduits par la doctrine nationale-socialiste. Ils reçoivent notamment Jean Cocteau, Pierre Drieu la Rochelle, Gaston Palewski, Jacques Kayser, le général Bourret, Marthe de Fels, la princesse Bibesco, Melchior de Polignac, Guy de Wendel, Gaston Henry-Haye, Robert Bollack, Pierre David-Weill, Jean Fontenoy, Mary Marquet, Arletty, Charles Bedaux et Otto Abetz.
En 1936, elle se rend avec son conjoint à Berlin pour y assister aux Jeux olympiques.
Après la défaite de 1940, Fernand de Brinon devient l'un des agents actifs de la collaboration avec les Allemands, occupant des postes-clés auprès du régime de Vichy et des autorités d'occupation, mais le couple tend à se désunir en raison à la fois de l'origine juive de Lisette, qui l'oblige à se faire discrète, et de la liaison persistante entre Fernand de Brinon et sa secrétaire particulière, Simone Mittre. Lisette de Brinon vit alors une espèce d'exil intérieur sous l'Occupation. Elle se partage entre sa propriété d'Orriule (Pyrénées-Atlantiques), Saint-Quentin-la-Chabanne (Creuse) où les Brinon possèdent un château, Paris et Vichy où elle vient de temps rejoindre son mari.
Selon Pierre Assouline, Lisette de Brinon a bénéficié du statut d'« aryenne d'honneur ». Il s'agit selon lui d'une sorte de certificat qui permettait de bénéficier de clauses de sauvegarde incluses dans l'article 8 du statut des Juifs et qui préserve par exemple plusieurs protégées de Philippe Pétain, chef de l'État français, comme la marquise de Sauvan d'Aramon, la marquise de Chasseloup-Laubat et Mme Pierre Girot de Langlade, nées Suzanne, Marie-Louise et Lucie Stern, « toutes trois d'origine juive, toutes trois préservées in extremis de l'internement et de la déportation par de miraculeux certificats d'aryens d'honneur »,. Gabriel-Louis Pringué affirme cependant que Mme Girot de Langlade « fut massacrée dans les camps de concentration allemands ». En 2004, son fils Bernard confirmera qu'à la demande de son mari auprès des autorités allemandes, elle a bénéficié de ce statut particulier et qu'en outre, elle avait reçu en juillet 1942 d'Helmut Knochen, chef de la police de sûreté, une dispense de port de l'étoile jaune.
Au micro de la BBC, l'humoriste Pierre Dac la dénonce, en chantonnant :

« Vot'femme n'est pas aryenne / Et ron et ron, Monsieur de Brinon... »

À la Libération, elle tente de rejoindre Fernand de Brinon à Sigmaringen, mais l'accès au château où il se trouve lui est interdit. Après plusieurs jours d'errance et avoir tenté de se réfugier en Suisse, Fernand de Brinon et son épouse se présentent aux autorités américaines à Hochfintermünz (Autriche). Le 9 mai 1945, ils sont transférés à Lindau, puis, une semaine plus tard, ramenés menottes aux poignets, en compagnie de Bernard Ménétrel, à Paris. Emprisonnée à Fresnes, elle est ensuite mise hors de cause et libérée en octobre 1945, tandis que son mari est condamné à mort pour trahison, est fusillé au fort de Montrouge, le 15 avril 1947.
Après avoir vendu, en 1946, sa maison d'Orriule, Lisette de Brinon peut prendre en location un appartement à Paris rue du Commandant-Rivière et devient traductrice pour les Éditions Plon et les Presses de la Cité. Elle se rapproche de Josée de Chambrun, fille de Pierre Laval, condamné à mort et exécuté après la Libération, comme son mari Fernand de Brinon. Elle entretient également une relation amicale intense avec un ancien collaborationniste, Jacques Benoist-Méchin, comme le relève son fils Bernard Ullmann dans la biographie qu'il lui a consacrée : 

« Elle recherchait de préférence la compagnie des gens plus jeunes qu'elle — les hommes surtout, homosexuels souvent, mais pas exclusivement... Jusqu'au bout, Lisette est restée une femme de passion. Étrange continuité dans ses choix, le dernier homme pour lequel elle nourrit une véritable amitié amoureuse fut un miraculé de la Haute Cour de Justice qui avait envoyé son mari au poteau... Célibataire endurci, peu porté sur les femmes, assez imbu d'une ascendance nobiliaire remontant au Premier Empire, Benoist-Méchin trouve en Lisette une hôtesse chaleureuse, une oreille toujours attentive, exagérément parfois à ses yeux, de ses humeurs, de son bien-être et de son état de santé. »

Bernard Ullmann évoque aussi son amitié avec l’écrivain Roger Peyrefitte : 

« Elle avait croisé l’auteur des Amitiés particulières dans les années 1950 […] Dans la propriété de Louis de Robien, ancien directeur du personnel du Quai d’Orsay, Roger Peyrefitte donna lecture à Lisette de quelques pages de sa Fin des ambassades alors en préparation. »

Lisette de Brinon est placée par ses fils dans une maison de retraite de la région parisienne et meurt dans une clinique de Montmorency dans la nuit du 26 mars 1982 à l'âge de 85 ans.